# 225 Henrietta
225 Henrietta este un asteroid din centura principală, descoperit pe 19 aprilie 1882, de Johann Palisa.